# Isotopes du lithium
Le lithium (Li, numéro atomique 3) d'origine naturelle (masse atomique : 6.941(2) u) est présent dans la nature sous la forme de deux isotopes stables, 6Li et 7Li, ce dernier étant le plus abondant (92,5 %). Les deux isotopes ont une plus faible énergie de liaison nucléaire par nucléon que les deux éléments chimiques qui le suivent et le précèdent (respectivement béryllium et hélium) dans la classification périodique des éléments, ce qui signifie que c'est l'un des seuls éléments chimiques légers stables pouvant produire de l'énergie par fission nucléaire. En 2011, sept radioisotopes sont connus et caractérisés, les plus stables étant 8Li avec une demi-vie de 838 ms et 9Li avec une demi-vie de 178,3 ms. Tous les autres radioisotopes ont une demi-vie inférieure à 8,6 ms. Le radioisotope à la durée de vie la plus courte est 4Li qui se désintègre par émission de protons avec une demi-vie de 7,580 43 × 10−23 s.
Le 7Li est nucléide primordial, produit lors de la nucléosynthèse primordiale (une petite quantité de 6Li est aussi produite par les étoiles). Les isotopes du lithium se fractionnent de façon substantielle lors de différents processus naturels, par exemple lors de la formation de minéraux (précipitation chimique), par le métabolisme et par échange d'ions. Les ions du lithium se substituent à ceux du magnésium et du fer dans les arrangements octaédriques des minéraux argileux, où le 6Li est préféré au 7Li, ce qui cause une augmentation de la concentration de l'isotope plus léger lors des processus d'hyperfiltration et d'altération des roches.

## Isotopes notables

### Lithium naturel
Le lithium naturel est constitué des deux isotopes stables 6Li et 7Li, ce dernier étant majoritaire.
| Isotope | Abondance (pourcentage molaire) | Gamme de variations |
| ------- | ------------------------------- | ------------------- |
| 6Li     | 7,59 (4) %                      | 7,714 - 7,225       |
| 7Li     | 92,41(4) %                      | 92,275 - 92,786     |

### Lithium 4
Le lithium 4 (4Li) possède un noyau composé de trois protons et d'un neutron. C'est l'isotope du lithium, avec la durée de vie la plus courte (demi-vie de 9,1 × 10−23 s) et il se désintègre par émission de proton en 3He. Il peut être formé comme intermédiaire dans certaines réactions de fusion nucléaire.

### Lithium 5
Le lithium 5 (5Li) possède un noyau composé de trois protons et de deux neutrons. Sa durée de vie est courte (demi-vie de 370 × 10−23 s) et il se désintègre par émission de proton en 4He.

### Lithium 6
Le lithium 6 (6Li) est stable et possède un noyau composé de trois protons et de trois neutrons. Il constitue environ 7,5 % du lithium présent dans la nature. C'est un matériau de choix pour la production de tritium, et il peut aussi servir d'absorbeur de neutrons dans des réactions de fusion nucléaire. De grandes quantités de 6Li ont été fractionnées isotopiquement pour usage dans des armes nucléaires.

### Lithium 7
Le lithium 7 (7Li) est l'isotope stable le plus abondant du lithium (92,5 %). Son noyau est constitué de trois protons et de quatre neutrons.
Du matériau utilisé dans la production de 6Li, appauvri en 6Li et donc enrichi en 7Li, est disponible dans le commerce, et une partie est aussi déversée dans la nature. Ainsi, il a été mesuré des taux en 7Li 35,4 % plus importants que le taux habituel dans la nature dans les eaux souterraines carbonatées sous la West Valley Creek en Pennsylvanie, qui se trouve en aval d'une usine de traitement du lithium. Dans le matériau appauvri en 6Li, l'abondance de cet isotope peut être réduite jusqu'à 80 % de sa valeur normale, ce qui lui donne une masse atomique variant entre 6,94 u et 6,99 u. Ainsi, la composition isotopique du lithium dépend grandement de son origine et une mesure précise de la masse atomique relative ne peut être donnée pour tous les échantillons en général.
Le 7Li est utilisé sous la forme de fluorure de lithium, un solvant utilisé dans les réacteurs nucléaires à sels fluorés fondus. De par la grande différence entre la section efficace pour l'absorption de neutrons du 6Li (941 barns, thermique), particulièrement élevée, et celle du  7Li (0,045 barns, thermique) bien plus faible, il est essentiel de faire une séparation isotopique stricte du lithium dans ce cadre.
L'hydroxyde de lithium 7 est aussi utilisé pour l'alcalinisation du liquide de refroidissement dans les réacteurs à eau pressurisée.

### Lithium 8
Le lithium 8 (8Li) est un radioisotope du lithium possédant une demi-vie de 840 ms. Son noyau est formellement constitué de trois protons et de cinq neutrons, mais il possède en réalité une structure de type noyau à halo : son noyau est constitué de deux protons et de deux neutrons (un noyau d'hélium 4) entouré par un « halo » constitué d'un proton et de trois neutrons. Il se désintègre par désintégration β− suivie d'une fission en deux atomes d'4He.

### Lithium 9
Le lithium 9 (9Li) est un radioisotope du lithium possédant une demi-vie de 178 ms. Son noyau est constitué de trois protons et de six neutrons. Il se désintègre par désintégration β− en béryllium 9, suivie 50,8 % du temps par émission de neutron pour former le béryllium 8.

### Lithium 11
Le lithium 11 (11Li) est un radioisotope du lithium possédant une demi-vie de 8,75 ms. Son noyau est formellement constitué de trois protons et de huit neutrons, mais il possède en réalité une structure de type noyau à halo : son noyau est constitué de trois protons et de six neutrons (un noyau de lithium 9), entouré par un « halo » constitué de deux neutrons. Il possède ainsi un volume de son noyau exceptionnellement grand, comparable à celui du 208Pb. Il se désintègre par désintégration β− en béryllium 11 qui ensuite se désintègre également, principalement en béryllium 10 par émission de neutron.

## Table des isotopes
| Symbole de l'isotope | Z (p)                | N (n)                | masse isotopique (u) | Demi-vie                      | Mode(s) de désintégration | Isotope(s)-fils | Spin nucléaire |
| Symbole de l'isotope | Énergie d'excitation | Énergie d'excitation | Énergie d'excitation | Demi-vie                      | Mode(s) de désintégration | Isotope(s)-fils | Spin nucléaire |
| -------------------- | -------------------- | -------------------- | -------------------- | ----------------------------- | ------------------------- | --------------- | -------------- |
| 4Li                  | 3                    | 1                    | 4,027 19 (23)        | 91(9) × 10−24 s [6,03 MeV]    | p                         | 3He             | 2-             |
| 5Li                  | 3                    | 2                    | 5,012 54 (5)         | 370(30) × 10−24 s [~1,5 MeV]  | p                         | 4He             | 3/2-           |
| 6Li                  | 3                    | 3                    | 6,015 122 795 (16)   | Stable                        | Stable                    | Stable          | 1+             |
| 7Li                  | 3                    | 4                    | 7,016 004 55 (8)     | Stable                        | Stable                    | Stable          | 3/2-           |
| 8Li                  | 3                    | 5                    | 8,022 487 36(10)     | 840,3(9) ms                   | β−, fission               | 2 4He           | 2+             |
| 9Li                  | 3                    | 6                    | 9,026 789 5(21)      | 178,3(4) ms                   | β−, n (50,8 %)            | 8Be             | 3/2-           |
| 9Li                  | 3                    | 6                    | 9,026 789 5(21)      | 178,3(4) ms                   | β− (49,2 %)               | 9Be             | 3/2-           |
| 10Li                 | 3                    | 7                    | 10,035 481 (16)      | 2,0(5) × 10−21 s [1,2(3) MeV] | n                         | 9Li             | (1-,2-)        |
| 10m1Li               | 200(40) keV          | 200(40) keV          | 200(40) keV          | 3,7(15) × 10−21 s             |                           |                 | 1+             |
| 10m2Li               | 480(40) keV          | 480(40) keV          | 480(40) keV          | 1,35(24) × 10−21 s            |                           |                 | 2+             |
| 11Li                 | 3                    | 8                    | 11,043 798(21)       | 8,75(14) ms                   | β−, n (84,9 %)            | 10Be            | 3/2-           |
| 11Li                 | 3                    | 8                    | 11,043 798(21)       | 8,75(14) ms                   | β− (8,07 %)               | 11Be            | 3/2-           |
| 11Li                 | 3                    | 8                    | 11,043 798(21)       | 8,75(14) ms                   | β−, 2n (4,1 %)            | 9Be             | 3/2-           |
| 11Li                 | 3                    | 8                    | 11,043 798(21)       | 8,75(14) ms                   | β−, 3n (1,9 %)            | 8Be             | 3/2-           |
| 11Li                 | 3                    | 8                    | 11,043 798(21)       | 8,75(14) ms                   | β−, fission (1,0 %)       | 7He, 4He        | 3/2-           |
| 11Li                 | 3                    | 8                    | 11,043 798(21)       | 8,75(14) ms                   | β−, fission (0,014 %)     | 8Li, 3H         | 3/2-           |
| 11Li                 | 3                    | 8                    | 11,043 798(21)       | 8,75(14) ms                   | β−, fission (0,013 %)     | 9Li, 2H         | 3/2-           |
| 12Li                 | 3                    | 9                    | 12,053 78(107)       | <10 ns                        | n                         | 11Li            |                |
| 13Li                 | 3                    | 10                   | 13,061170(80)        | 3,3 ± 1,2 zs                  | 2n                        | 11Li            | 3/2-           |

1. 1 2  En plus du lithium 6, les quatre autres atomes stables ayant un nombre impair de protons et neutrons sont le deutérium, le bore 10, l'azote 14 et le tantale 180m.
2. ↑  Isotopes stables en gras.
3. ↑  Produit lors de la nucléosynthèse primordiale.
4. ↑  Se désintègre immédiatement en deux atomes d'4He par la réaction 9Li → 24He + 1n
5. ↑  Possède un halo de 2 neutrons.
6. ↑  Se désintègre immédiatement en 4He par la réaction 11Li → 24He + 31n

### Remarques
- La précision de l'abondance isotopique et de la masse atomique est limitée par des variations. Les échelles de variations données devraient être valables pour tout matériau terrestre normal.
- Il existe des échantillons géologiques exceptionnels dont la composition isotopique est en dehors de l'échelle donnée. L'incertitude sur la masse atomique de tels spécimens peut excéder les valeurs données.
- Dans le matériau appauvri en 6Li, l'abondance de cet isotope peut être réduite jusqu'à 80 % de sa valeur normale, ce qui lui donne une masse atomique variant entre 6,94 u et 6,99 u.
- Les valeurs marquées # ne sont pas purement dérivées des données expérimentales, mais aussi au moins en partie à partir des tendances systématiques. Les spins avec des arguments d'affectation faibles sont entre parenthèses.
- Les incertitudes sont données de façon concise entre parenthèses après la décimale correspondante. Les valeurs d'incertitude dénotent un écart-type, à l'exception de la composition isotopique et de la masse atomique standard de l'IUPAC qui utilisent des incertitudes élargies.
- 11Li possède un noyau à halo, halo constitué de deux neutrons faiblement liés, ce qui explique la différence de rayon très importante par rapport aux autres isotopes.

### Voir également
- Procédé COLEX